# Sig Ruman

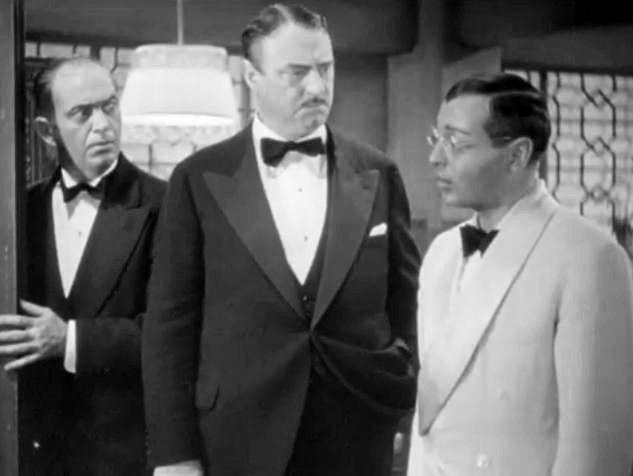
Aux côtés de George Cooper et Peter Lorre dans L’Énigmatique M. Moto (1937)

Sig Ruman est un acteur germano-américain, né le 11 octobre 1884 à Hambourg et mort le 14 février 1967 à Julian (comté de San Diego, Californie). À Hollywood, il s'était fait une sorte de spécialité des rôles d'Allemands antipathiques.

## Biographie
Il étudia l’électrotechnique, mais se détourna de cette spécialité pour se produire comme acteur de music-hall. Il servit dans l'armée allemande pendant la Grande guerre. Il reprit sa carrière artistique mais, faute de travail, émigra aux États-Unis en 1924. Il se lia d'amitié avec le dramaturge George S. Kaufman et le critique de théâtre Alexander Woollcott, et remporta de nombreux succès à Broadway.
Ruman faits ses débuts à l'écran avec Lucky Boy (1929). Remarqué des Marx Brothers, on le voit apparaître successivement dans Une nuit à l'opéra , Un jour aux courses et Une nuit à Casablanca. Son accent allemand et sa haute taille lui valent une multitude de rôles de méchants dans les thrillers et les films de guerre des années 1940 ; mais Ernst Lubitsch, autre compatriote émigré, lui propose des rôles plus légers : ainsi dans Ninotchka (1939) (où il interprète un bureaucrate soviétique) et Jeux dangereux (1942). Il interprète aussi le rôle du Pr. Herman von Reiter dans Shining Victory (1941), adaptation d'une pièce d'A. J. Cronin. Ruman jouera très souvent des rôles d'Allemands collet monté dans les films de Billy Wilder : La Valse de l'empereur  (1948), Stalag 17 (1953), Un, deux, trois (1961) et La Grande Combine (1966).
Vers 1936, il anglicise son nom d'artiste de Siegfried Ruman en Sig Ruman, compte-tenu de la montée de la germanophobie à Hollywood.
Malgré une santé chancelante, Ruman continue de se produire tout au long des années 1950 et 1960 dans une série de films, et est fréquemment invité sur les plateaux de télévision.
Il succombe le 14 février 1967 à un infarctus, juste devant sa maison de Julian (Californie), laissant veuve sa femme Else, en charge d'une fille, Senta.

## Filmographie partielle
- 1934 : Entrée de service de Frank Lloyd
- 1934 : Le Monde en marche (The World moves on) de John Ford : baron von Gerhardt
- 1934 : Marie Galante de Henry King
- 1935 : Spring Tonic de Clyde Bruckman
- 1935 : Soir de noces (The Wedding Night), de King Vidor
- 1935 : Rivaux (Under Pressure) de Raoul Walsh
- 1935 : La Jolie Batelière (The Farmer Takes a Wife) de Victor Fleming
- 1935 : Une nuit à l'opéra (Night at the Opera) des Marx Brothers : Herbert Gottlieb
- 1935 : East of Java de George Melford
- 1936 : Une princesse à bord (The Princess Comes Across) de William K. Howard
- 1936 : The Bold Caballero de Wells Root
- 1937 : L'Heure suprême (Seventh Heaven) de Henry King
- 1937 : Maytime de Robert Z. Leonard
- 1937 : Midnight Taxi (en) d'Eugene Forde
- 1937 : The Great Hospital Mystery de James Tinling
- 1937 : Sa dernière chance (This Is My Affair) de William A. Seiter
- 1937 : Un jour aux courses (A day at the races) de Sam Wood
- 1937 : Le Prince X (Thin Ice) de Sidney Lanfield
- 1937 : Amour d'espionne (Lancer Spy) de Gregory Ratoff
- 1937 : Aventure en Espagne (Love Under Fire) de George Marshall
- 1937 : Heidi la sauvageonne (Heidi) d'Allan Dwan
- 1937 : La Joyeuse Suicidée  (Nothing Sacred) de William A. Wellman : Dr Emil Eggelhoffer
- 1937 : L'Énigmatique M. Moto (Think Fast, Mr. Moto) de Norman Foster
- 1937 : Le Serment de M. Moto (Thank You, Mr. Moto) de Norman Foster
- 1937 : Sur l'avenue (On the Avenue) de Roy Del Ruth
- 1938 : Paradise for Three de Edward Buzzell
- 1938 : The Saint in New York de Ben Holmes
- 1938 : Suez d'Allan Dwan
- 1938 : Girls on Probation de William C. McGann
- 1938 : Toute la ville danse (The Great Waltz) de Julien Duvivier
- 1939 : Ninotchka d'Ernst Lubitsch : Iranoff
- 1938 : Pour un million (I'll Give a Million) de Walter Lang
- 1939 : Honolulu de Edward Buzzell
- 1939 : Never Say Die de Elliott Nugent
- 1939 : Les Aveux d'un espion nazi (Confessions of a Nazi Spy) de Anatole Litvak
- 1939 : Seuls les anges ont des ailes (Only angels have wings) de Howard Hawks
- 1939 : Remember? de Norman Z. McLeod
- 1940 : Camarade X (Comrade X) de King Vidor : Emil Von Hofer
- 1940 : La Balle magique du Docteur Ehrlich (Dr Ehrlich's Magic Bullet) de William Dieterle
- 1940 : Outside the Three Mile Limit de Lewis D. Collins
- 1940 : Tanya l'aventurière (I Was an Adventuress) de 	Gregory Ratoff
- 1940 : Four Sons de Archie Mayo
- 1940 : Chante mon amour de W.S. Van Dyke
- 1940 : Passion sous les tropiques (Victory) de John Cromwell
- 1941 : Shining Victory d'Irving Rapper
- 1941 : Révolte au large (This Woman is Mine) de Frank Lloyd
- 1941 : L'Amour et la Bête de Ray Enright
- 1942 : To Be or Not to Be d'Ernst Lubitsch : colonel Ehrhardt
- 1942 : Carrefours (Crossroads) de Jack Conway
- 1942 : Sabotage à Berlin (Desperate journey) de Raoul Walsh
- 1942 : La Pagode en flammes (China Girl) d'Henry Hathaway
- 1943 : Rosie l'endiablée (Sweet Rosie O'Grady), de Irving Cummings
- 1943 : L'Exubérante Smoky (Government Girl) de Dudley Nichols
- 1944 : L'Aveu (Summer storm) de Douglas Sirk
- 1945 : She Went to the Races de Willis Goldbeck
- 1945 : Scandale à la cour (A Royal Scandal) de Ernst Lubitsch et Otto Preminger
- 1946 : Une nuit à Casablanca (A Night in Casablanca) d'Archie Mayo
- 1947 : Maman était new-look (Mother Wore Tights) de Walter Lang
- 1948 : La Valse de l'empereur (The Emperor Waltz) de Billy Wilder
- 1948 : Broadway mon amour (Give My Regards to Broadway) de Lloyd Bacon : Arthur Dinkel
- 1949 : Incident de frontière d'Anthony Mann
- 1950 : Les Cinq Gosses d'oncle Johnny (Father Is a Bachelor) d'Abby Berlin (en) et Norman Foster
- 1951 : Sur la Riviera (On the Riviera) de Walter Lang
- 1952 : Le monde lui appartient (The World in His Arms) de Raoul Walsh
- 1953 : Houdini le grand magicien (Houdini) de George Marshall
- 1953 : La Vierge sur le toit (Die Jungfrau auf dem Dach) d'Otto Preminger (version allemande de La Lune était bleue, 1953)
- 1953 : Stalag 17 de Billy Wilder
- 1954 : C'est pas une vie, Jerry (Living It Up) de Norman Taurog
- 1954 : Le clown est roi (3 Ring Circus), de Joseph Pevney
- 1955 : L'Aventure fantastique (Many Rivers to Cross) de Roy Rowland
- 1964 : 36 Heures avant le débarquement (36 Hours), de George Seaton
- 1966 : Tiens bon la rampe, Jerry (Way… Way Out) de Gordon Douglas